# Scenic Oaks
Scenic Oaks – jednostka osadnicza w Stanach Zjednoczonych, w stanie Teksas, w hrabstwie Bexar.